# Pedro de Castañeda
Pedro de Castañeda, född 1515 i staden Nájera i provinsen Vizcaya i norra Spanien, nuvarande Baskien, var den fotsoldat i Francisco Vásquez de Coronados upptäckts- och plundringsexpedition - från Mexiko in i nuvarande USA så långt som till Kansas - som skrev den mest värdefulla skildringen av expeditionen. Hans text är en flitigt använd källskrift vid studier av Coronados expedition.
Vid den tid då expeditionen planerades befann sig Castañeda på en spansk militärpostering i Culiacán i nordvästra Mexiko. Han var gift, och hade minst åtta barn. Castañeda skrev inte sin bok Relación de la jornada de Cíbola compuesta por Pedro de Castañeda de Nácera donde se trata de todas aquellos poblados y ritos, y costumbres, la cual fué el año de 1540 omedelbart efter hemkomsten; enligt förordet är skildringen skriven mer än 20 år efter expeditionen. Han beskriver även händelser som andra delar av expeditionen var med om, som han inte själv var vittne till. Originalet finns inte kvar, men en avskrift från 1596 som omfattar knappt 200 sidor finns bevarat på Lenox Library i New York.